# Gnetum karstenianum
Gnetum karstenianum là một loài thực vật hạt trần trong họ Gnetaceae. Loài này được Warb. mô tả khoa học đầu tiên năm 1900.